# Georges Géret
Georges Géret (* 18. Oktober 1924 in Lyon; † 8. April 1996 in Paris) war ein französischer Schauspieler.

## Leben
Nach seiner Studentenzeit wechselte Géret auf die Bühne und spielt in Amateurtheatern. Seit 1952 in Paris lebend, wurde er vor allem durch seine Rolle als Joseph in Luis Buñuels Tagebuch einer Kammerzofe (1964) bekannt. Es folgen zahlreiche Film- und Fernsehrollen in Frankreich und Italien. In Costa-Gavras’ Z spielt er den naiven Zeugen Nick; in der TV-Serie nach Victor Hugos Die Elenden verkörpert Géret Jean Valjean.

## Filmografie (Auswahl)
- 1957: Morphium, Mord und kesse Motten (Ces dames préfèrent le mambo)
- 1964: Dünkirchen, 2. Juni 1940 (Week-end à Zuydcoote)
- 1964: Tagebuch einer Kammerzofe (Le journal d’une femme de chambre)
- 1964: An einem heißen Sommermorgen (Par un beu matin d‘été)
- 1964: Die Hölle von Algier (L‘insoumis)
- 1965: Mord im Fahrpreis inbegriffen (Compartiment tueurs)
- 1965: Herr auf Schloß Brassac (Le Tonnerre de Dieu)
- 1965: Ganoven rechnen ab (La métamorphose des cloportes)
- 1966: Mohn ist auch eine Blume (The Poppy Is Also a Flower)
- 1967: Ein Mädchen wie das Meer (La grande sauterelle)
- 1967: Geheimnisse in goldenen Nylons (Deux billets pour Mexico)
- 1967: Der Fremde (Lo straniero)
- 1968: An einem Freitag in Las Vegas (Las Vegas 500 millions)
- 1968: Z
- 1968: Astragal (L‘astragalle)
- 1968: Das verfluchte Haus (Un tranquillo posto di campagna)
- 1969: Kasimir, mir graut vor dir (Le bourgeois gentil mec)
- 1969: Moneten fürs Kätzchen (La fiancée du pirate)
- 1969: Pilzgift (L’assassin frappe à l’aube)
- 1971: Biribi – Hölle unter heißer Sonne (Biribi)
- 1971: Nächtliches Treiben (Oiore la nuit)
- 1972: Sie verkaufen den Tod (Una ragione per vivere e una per morire)
- 1972: Gefährlicher Partner (Le mataf)
- 1972: Im Alleingang (Le solitaire)
- 1972: Killer kennen keine Gnade (L’insolent)
- 1972: Punition – Ausgepeitscht (La punition)
- 1972: Die Elenden (Les misérables)  (TV-Miniserie)
- 1973: Der eiskalte Job (Le protecteur)
- 1974: Der Rücksichtslose (Par le sang des autres)
- 1978: Anklage: Mord (L’amour en question)
- 1978: Der Windhund (Flic ou voyou)
- 1979: Du träumst ja, mein Lieber! (C’est grand chez toi)
- 1980: Der Puppenspieler (Le Guignolo)
- 1981: Teheran 43
- 1982: Du kannst mich mal (Pour 100 briques, t’as plus rien!)
- 1984: Das Autogramm

## Weblink
- Georges Géret bei IMDb

| Personendaten    | Personendaten                       |
| ---------------- | ----------------------------------- |
| NAME             | Géret, Georges                      |
| KURZBESCHREIBUNG | französischer Schauspieler          |
| GEBURTSDATUM     | 18. Oktober 1924                    |
| GEBURTSORT       | Lyon, Département Rhône, Frankreich |
| STERBEDATUM      | 8. April 1996                       |
| STERBEORT        | Paris                               |